# Liolaemus andinus
Espèce
Synonymes
- Liolaemus multiformis Peters & Donoso-Barros, 1970

Statut de conservation UICN

 LC  : Préoccupation mineure
Liolaemus andinus est une espèce de sauriens de la famille des Liolaemidae.

## Répartition
Cette espèce se rencontre dans la région d'Atacama au Chili et dans la province de Catamarca au nord de l'Argentine . On la trouve entre 3 500 et 4 900 m d'altitude.

## Description
C'est un saurien vivipare.

## Publication originale
- Koslowsky, 1895 : Batracios y reptiles de Rioja y Catamarca (Republica Argentina) recogidos durante los meses de Febrero a Mayo de 1895. Revista del Museo de la Plata, vol. 6, p. 357–370 (texte intégral).